# Élections législatives de 1910 dans le Finistère
Les élections législatives dans le Finistère ont lieu les dimanche 24 avril 1910 et 8 mai 1910. Elles ont pour but d'élire les députés représentant le département à la Chambre des députés pour un mandat de quatre années.

## Députés sortants
James de Kerjégu (Progressiste libéral) est décédé le 23 décembre 1908. Jules Le Louédec (Radical-socialiste) est élu lors de la partielle du 28 février 1909 pour le remplacer.
| Députés | Députés                 | Parti                     | Fonctions lors de l'élection en 1910                                      |
| ------- | ----------------------- | ------------------------- | ------------------------------------------------------------------------- |
|         | Jules Le Louédec        | Radical-socialiste        | Conseiller général et maire de Quimperlé. Avocat.                         |
|         | Georges Le Bail         | Radical-ARD               | Conseiller général du Plogastel-Saint-Germain, maire de Plozévet. Avocat. |
|         | Théodore Halléguen      | Radical-ARD               | Avoué.                                                                    |
|         | Émile Cloarec           | Radical-ARD               | Maire de Ploujean. Avoué.                                                 |
|         | Louis Dubuisson         | Radical-ARD               | Conseiller général de Châteauneuf-du-Faou. Médecin.                       |
|         | Louis Hémon             | Progressiste              | Conseiller général de Fouesnant. Avocat.                                  |
|         | Hippolyte Gayraud       | Rallié-Démocrate chrétien | Abbé, Théologien.                                                         |
|         | Pierre Biétry           | Nationaliste-Jaune        | Avocat.                                                                   |
|         | Albert de Mun           | Conservateur-ALP          | Officier, Propriétaire agricole.                                          |
|         | François-Émile Villiers | Conservateur              | Chef de cabinet, propriétaire agricole.                                   |

## Mode de scrutin
L'élection se fait donc au scrutin d'arrondissement, soit un mode uninominal majoritaire à deux tours. 
La circonscription pour l'élection est l'arrondissement. 
Le scrutin est individuel, chaque arrondissement élisant un député. 
Les arrondissements qui ont plus de cent mille habitants sont divisés. Dans ce cas on élit un député par circonscription électorale crée.
Seul l'arrondissement de Quimperlé n'est pas divisé. Ceux de Brest et de Quimper sont séparés en trois circonscriptions; Châteaulin et Morlaix en deux.
L'arrondissement de Quimper passe à partir de cette année là de deux à trois circonscriptions, l'ancienne deuxième circonscription ayant été scindée en deux devant l'augmentation de sa population.
L'article 18 précise qu'il faut réunir pour être élu au premier tour :
1. La majorité absolue des suffrages exprimés ;
2. Un nombre de suffrages égal au quart des électeurs inscrits.

Au deuxième tour la majorité relative suffit. En cas d'égalité c'est le plus âgé qui est élu.

## Résultats

### Arrondissement de Brest

#### 1recirconscription
Brest-1 regroupe les cantons de Brest-1, Brest-2 et Brest-3.
Pierre Biétry (Nationaliste) ne se représente pas.
| Candidats      | Candidats       | Étiquette          | Premier tour | Premier tour | Deuxième tour | Deuxième tour |
| Candidats      | Candidats       | Étiquette          | Voix         | %            | Voix          | %             |
| -------------- | --------------- | ------------------ | ------------ | ------------ | ------------- | ------------- |
|                | Émile Goude     | SFIO               | 7 259        | 44,03        | 9 116         | 51,71         |
|                | Ernest Feillard | Progressiste       | 4 885        | 28,57        |               |               |
|                | Alexis Rolland  | Radical-socialiste | 3 434        | 20,08        |               |               |
|                | Charles Bos     | Radical            | 1 247        | 7,29         |               |               |
|                | Auguste Jaouin  | Progressiste-ARD   |              |              | 8 484         | 48,13         |
|                |                 |                    |              |              |               |               |
| Inscrits       | Inscrits        | Inscrits           | 28 723       | 100,00       | 28 723        | 100,00        |
| Votants        | Votants         | Votants            | 17 190       | 59,85        | 17 694        | 61,60         |
| Abstention     | Abstention      | Abstention         | 11 533       | 40,15        | 11 029        | 38,40         |
| Blancs et nuls | Blancs et nuls  | Blancs et nuls     | 92           | 0,54         | 65            | 0,37          |
| Exprimés       | Exprimés        | Exprimés           | 17 098       | 99,47        | 17 629        | 99,63         |

#### 2ecirconscription
Brest-2 regroupe les cantons de Daoulas, Ploudiry, Landerneau, Plabennec.
| Candidats      | Candidats                 | Étiquette        | Premier tour | Premier tour |
| Candidats      | Candidats                 | Étiquette        | Voix         | %            |
| -------------- | ------------------------- | ---------------- | ------------ | ------------ |
|                | François-Émile Villiers * | Conservateur-ALP | 9 586        | 80,33        |
|                | Jean-François Le Gall     | SFIO             | 1 906        | 15,97        |
|                |                           |                  |              |              |
| Inscrits       | Inscrits                  | Inscrits         | 17 738       | 100,00       |
| Votants        | Votants                   | Votants          | 11 941       | 67,32        |
| Abstention     | Abstention                | Abstention       | 5 797        | 32,68        |
| Blancs et nuls | Blancs et nuls            | Blancs et nuls   | 7            | 0,06         |
| Exprimés       | Exprimés                  | Exprimés         | 11 934       | 99,94        |

*sortant

#### 3ecirconscription
Brest-3 regroupe les cantons de Saint-Renan, Ouessant, Ploudalmézeau, Lannilis et Lesneven.
Théodore Lefèvre est un candidat fantaisiste qui est publiciste à Paris.
| Candidats      | Candidats           | Étiquette              | Premier tour | Premier tour |
| Candidats      | Candidats           | Étiquette              | Voix         | %            |
| -------------- | ------------------- | ---------------------- | ------------ | ------------ |
|                | Hippolyte Gayraud * | Démocrate chrétien-ALP | 11 007       | 87,21        |
|                | Théodore Lefèvre    | ARD                    | 36           | 0,32         |
|                |                     |                        |              |              |
| Inscrits       | Inscrits            | Inscrits               | 19 400       | 100,00       |
| Votants        | Votants             | Votants                | 12 622       | 65,06        |
| Abstention     | Abstention          | Abstention             | 6 778        | 34,94        |
| Blancs et nuls | Blancs et nuls      | Blancs et nuls         | 1 495        | 11,84        |
| Exprimés       | Exprimés            | Exprimés               | 11 127       | 88,16        |

*sortant

### Arrondissement de Châteaulin

#### 1recirconscription
Chateaulin-1 regroupe les cantons de Crozon, Châteaulin, Faou et Pleyben.
Antoine Bott se désiste en faveur de Théodore Halléguen pour le scrutin de ballotage.
| Candidats      | Candidats            | Étiquette          | Premier tour | Premier tour | Deuxième tour | Deuxième tour |
| Candidats      | Candidats            | Étiquette          | Voix         | %            | Voix          | %             |
| -------------- | -------------------- | ------------------ | ------------ | ------------ | ------------- | ------------- |
|                | Charles Daniélou     | Progressiste-ALP   | 6 052        | 42,15        | 7 168         | 50,49         |
|                | Théodore Halléguen * | Radical-ARD        | 5 410        | 37,68        | 7 024         | 49,47         |
|                | Antoine Bott         | Radical-socialiste | 2 897        | 20,18        | 4             | 0,03          |
|                |                      |                    |              |              |               |               |
| Inscrits       | Inscrits             | Inscrits           | 19 606       | 100,00       | 19 584        | 100,00        |
| Votants        | Votants              | Votants            | 14 442       | 73,66        | 14 253        | 72,78         |
| Abstention     | Abstention           | Abstention         | 5 164        | 26,34        | 5 331         | 27,22         |
| Blancs et nuls | Blancs et nuls       | Blancs et nuls     | 97           | 0,67         | 55            | 0,39          |
| Exprimés       | Exprimés             | Exprimés           | 14 345       | 99,33        | 14 198        | 99,61         |

*sortant

#### 2ecirconscription
Chateaulin-2 regroupe les cantons de Carhaix, Châteauneuf-du-Faou et Huelgoat.
Albert Nicol et Alfred Lajat se retirent pour le scrutin de ballotage.
| Candidats      | Candidats         | Étiquette            | Premier tour | Premier tour | Deuxième tour | Deuxième tour |
| Candidats      | Candidats         | Étiquette            | Voix         | %            | Voix          | %             |
| -------------- | ----------------- | -------------------- | ------------ | ------------ | ------------- | ------------- |
|                | Louis Dubuisson * | Radical-ARD          | 5 111        | 44,71        | 8 303         | 90,35         |
|                | Albert Nicol      | Radical-socialiste   | 3 822        | 33,44        | 491           | 5,57          |
|                | Alfred Lajat      | Action française-ALP | 2 496        | 21,84        | 11            | 0,13          |
|                |                   |                      |              |              |               |               |
| Inscrits       | Inscrits          | Inscrits             | 15 256       | 100,00       | 15 256        | 100,00        |
| Votants        | Votants           | Votants              | 11 479       | 75,24        | 9 190         | 60,24         |
| Abstention     | Abstention        | Abstention           | 3 777        | 24,76        | 6 066         | 39,76         |
| Blancs et nuls | Blancs et nuls    | Blancs et nuls       | 48           | 0,42         | 380           | 4,13          |
| Exprimés       | Exprimés          | Exprimés             | 11 431       | 99,58        | 8 810         | 95,87         |

*sortant

### 1recirconscription
Morlaix-1 regroupe les cantons de Morlaix, Lanmeur, Plouigneau, Saint-Thégonnec et Sizun.
| Candidats      | Candidats                | Étiquette              | Premier tour | Premier tour |
| Candidats      | Candidats                | Étiquette              | Voix         | %            |
| -------------- | ------------------------ | ---------------------- | ------------ | ------------ |
|                | Émile Cloarec *          | Radical-ARD            | 9 733        | 65,79        |
|                | J. de Peyret de Cadillon | Socialiste indépendant | 3 894        | 26,32        |
|                | Jean René Grall          | SFIO                   | 735          | 4,97         |
|                | Charles Rolland          | Socialiste indépendant | 433          | 2,93         |
|                |                          |                        |              |              |
| Inscrits       | Inscrits                 | Inscrits               | 20 570       | 100,00       |
| Votants        | Votants                  | Votants                | 15 166       | 73,73        |
| Abstention     | Abstention               | Abstention             | 5 404        | 26,27        |
| Blancs et nuls | Blancs et nuls           | Blancs et nuls         | 371          | 2,45         |
| Exprimés       | Exprimés                 | Exprimés               | 14 795       | 97,55        |

*sortant

#### 2ecirconscription
Morlaix-2 regroupe les cantons de Taulé, Landivisiau, Plouescat, Plouzévédé et Saint-Pol-de-Léon.
| Candidats      | Candidats       | Étiquette        | Premier tour | Premier tour |
| Candidats      | Candidats       | Étiquette        | Voix         | %            |
| -------------- | --------------- | ---------------- | ------------ | ------------ |
|                | Albert de Mun * | Conservateur-ALP | 10 831       | 69,25        |
|                | Yves Le Morvan  | Radical-ARD      | 4 797        | 30,67        |
|                |                 |                  |              |              |
| Inscrits       | Inscrits        | Inscrits         | 20 621       | 100,00       |
| Votants        | Votants         | Votants          | 15 902       | 77,12        |
| Abstention     | Abstention      | Abstention       | 4 719        | 22,88        |
| Blancs et nuls | Blancs et nuls  | Blancs et nuls   | 261          | 1,64         |
| Exprimés       | Exprimés        | Exprimés         | 15 641       | 98,36        |

*sortant

### Arrondissement de Quimper

#### 1recirconscription
Quimper-1 regroupe les cantons de Douarnenez et de Pont-Croix.
| Candidats      | Candidats           | Étiquette      | Premier tour | Premier tour |
| Candidats      | Candidats           | Étiquette      | Voix         | %            |
| -------------- | ------------------- | -------------- | ------------ | ------------ |
|                | Georges Le Bail (*) | Radical-ARD    | 6 869        | 53,98        |
|                | Paul Pichon         | Progressiste   | 5 130        | 40,31        |
|                | Fernand Le Goïc     | SFIO           | 723          | 5,68         |
|                |                     |                |              |              |
| Inscrits       | Inscrits            | Inscrits       | 16 802       | 100,00       |
| Votants        | Votants             | Votants        | 12 777       | 76,05        |
| Abstention     | Abstention          | Abstention     | 4 025        | 23,96        |
| Blancs et nuls | Blancs et nuls      | Blancs et nuls | 52           | 0,41         |
| Exprimés       | Exprimés            | Exprimés       | 12 725       | 99,59        |

*sortant

#### 2ecirconscription
Quimper-2 regroupe les cantons de Plogastel-Saint-Germain et de Pont-l'Abbé.
| Candidats      | Candidats                     | Étiquette        | Premier tour | Premier tour |
| Candidats      | Candidats                     | Étiquette        | Voix         | %            |
| -------------- | ----------------------------- | ---------------- | ------------ | ------------ |
|                | Édouard Plouzané              | Radical-ARD      | 6 055        | 55,64        |
|                | Henri de Beauchef de Servigny | Conservateur-ALP | 4 661        | 42,83        |
|                | Armand Guillerm               | SFIO             | 163          | 1,50         |
|                |                               |                  |              |              |
| Inscrits       | Inscrits                      | Inscrits         | 13 959       | 100,00       |
| Votants        | Votants                       | Votants          | 10 910       | 78,16        |
| Abstention     | Abstention                    | Abstention       | 3 049        | 21,84        |
| Blancs et nuls | Blancs et nuls                | Blancs et nuls   | 28           | 0,26         |
| Exprimés       | Exprimés                      | Exprimés         | 10 882       | 99,74        |

#### 3ecirconscription
Quimper-3 regroupe les cantons de Quimper, Fouesnant, Briec et Concarneau.
Il s'agit de l'ancienne circonscription de Quimper-1.
| Candidats      | Candidats        | Étiquette      | Premier tour | Premier tour |
| Candidats      | Candidats        | Étiquette      | Voix         | %            |
| -------------- | ---------------- | -------------- | ------------ | ------------ |
|                | Louis Hémon *    | Progressiste   | 8 935        | 71,57        |
|                | Hippolyte Masson | SFIO           | 3 549        | 28,43        |
|                |                  |                |              |              |
| Inscrits       | Inscrits         | Inscrits       | 19 706       | 100,00       |
| Votants        | Votants          | Votants        | 13 390       | 67,95        |
| Abstention     | Abstention       | Abstention     | 6 316        | 32,05        |
| Blancs et nuls | Blancs et nuls   | Blancs et nuls | 905          | 6,76         |
| Exprimés       | Exprimés         | Exprimés       | 12 485       | 93,24        |

*sortant

### Arrondissement de Quimperlé
Quimperlé regroupe l'ensemble des cantons de l'arrondissement de Quimperlé.
James de Kerjégu (Progressiste libéral) est décédé le 23 décembre 1908. Jules Le Louédec (Radical-socialiste) est élu lors de la partielle du 28 février 1909 pour le remplacer.
| Candidats      | Candidats          | Étiquette                        | Premier tour | Premier tour |
| Candidats      | Candidats          | Étiquette                        | Voix         | %            |
| -------------- | ------------------ | -------------------------------- | ------------ | ------------ |
|                | Jules Le Louédec * | Radical-socialiste               | 7 328        | 54,64        |
|                | Roger de Neuville  | Conservateur-ALP                 | 5 443        | 40,59        |
|                | Jean Pérez         | Nationaliste-Antiparlementarisme | 636          | 4,74         |
|                |                    |                                  |              |              |
| Inscrits       | Inscrits           | Inscrits                         | 17 679       | 100,00       |
| Votants        | Votants            | Votants                          | 13 529       | 76,53        |
| Abstention     | Abstention         | Abstention                       | 4 150        | 23,47        |
| Blancs et nuls | Blancs et nuls     | Blancs et nuls                   | 118          | 0,87         |
| Exprimés       | Exprimés           | Exprimés                         | 13 411       | 99,13        |

*sortant

## Députés élus
| Députés | Députés                 | Parti                  | Fonctions lors de l'élection en 1910                                      |
| ------- | ----------------------- | ---------------------- | ------------------------------------------------------------------------- |
|         | Émile Goude             | SFIO                   | Commis à l'Arsenal de Brest.                                              |
|         | Jules Le Louédec        | Radical-socialiste     | Conseiller général et maire de Quimperlé. Avocat.                         |
|         | Georges Le Bail         | Radical-ARD            | Conseiller général du Plogastel-Saint-Germain, maire de Plozévet. Avocat. |
|         | Édouard Plouzané        | Radical-ARD            | Conseiller général du Pont-l'Abbé. Médecin.                               |
|         | Émile Cloarec           | Radical-ARD            | Maire de Ploujean. Avoué.                                                 |
|         | Louis Dubuisson         | Radical-ARD            | Conseiller général de Châteauneuf-du-Faou. Médecin.                       |
|         | Louis Hémon             | Progressiste           | Conseiller général de Fouesnant. Avocat.                                  |
|         | Charles Daniélou        | Progressiste-ALP       | Commerçant.                                                               |
|         | Hippolyte Gayraud       | Démocrate chrétien-ALP | Abbé, Théologien.                                                         |
|         | Albert de Mun           | Conservateur-ALP       | Officier, Propriétaire agricole.                                          |
|         | François-Émile Villiers | Conservateur-ALP       | Chef de cabinet, propriétaire agricole.                                   |